# Freak Out! (The Mothers of Invention)
| Recensione     | Giudizio       |
| -------------- | -------------- |
| AllMusic       |                |
| Ondarock       | Pietra miliare |
| Piero Scaruffi | 8/10           |
| Q              |                |

Freak Out! è il primo album in studio dei The Mothers of Invention, gruppo guidato da Frank Zappa, pubblicato nel 1966 dalla Verve Records. L’opera miscela vari generi musicali popolari con arrangiamenti orchestrali ed è riconosciuto come uno dei capolavori della musica sperimentale, al confine fra diversi generi come il rock, il jazz e la musica d'avanguardia; fu il primo concept album e il secondo doppio vinile (dopo Blonde on Blonde di Bob Dylan) della storia. 
I temi trattati sono una satira nei confronti dello stile di vita americano. Zappa dipinge un'America ossessionata dai media e costituita da persone ignoranti e senza cervello, sotto la supervisione di una potentissima intelligenza autoritaria. Who Are the Brain Police?, si chiede Zappa. Tutto l'album sottolinea, inoltre, la stupidità dei tabù legati alla sessualità.

## Titolo
"Freak Out!" è un'espressione gergale che sta ad indicare il "dar fuori di matto", lo "sballare", divenne molto popolare tra i giovani ed entrò definitivamente nello slang anglosassone.

## Stile
Freak Out!, a livello musicale, è un amalgama di tutto ciò che è Zappa, dall'R&B, al doo-wop, dal blues al rock, fino agli arrangiamenti orchestrali, atti a creare una bizzarra musica d'avanguardia.
I musicisti chiamati da Zappa sono: Ray Collins (voce), Elliot Ingber (chitarra), Roy Estrada (basso) e Jimmy Carl Black (batteria). Tutte le parti orchestrali sono arrangiate da Zappa. Suzy Creamcheese, personaggio inventato dall'autore, fece il suo debutto proprio con questo album.

## Produzione
L'album venne prodotto da Tom Wilson, che mise sotto contratto i Mothers, ex Soul Giants (quando ancora suonavano nei bar). Molti anni dopo Zappa raccontò che Wilson scritturò la band credendoli un gruppo musicale di blues "bianco".
Le prime due canzoni ad essere registrate furono Any Way The Wind Blows e Who Are the Brain Police? Quando Tom Wilson ascoltò per la prima volta quest'ultima, realizzò immediatamente che i Mothers non erano la solita blues band. Nel libro The Real Frank Zappa Book, Zappa scrisse: «Potevo vederlo attraverso la vetrata dello studio mentre si avventava sul telefono per chiamare il suo boss, dicendo probabilmente: Beh, ecco, non sono esattamente una "white blues band", ma piuttosto...una specie di...di...» Nel 1968, in un articolo scritto per Hit Parader, Zappa scrisse che Wilson, sentendo i vari brani dell'album, rimase così favorevolmente impressionato da correre al telefono a chiamare New York, e come risultato "riuscì a far ottenere alla band un budget quasi illimitato per la realizzazione di tale mostruosità".
Le sedute di registrazione per il disco si tennero ai TTG Studios di Hollywood, California, tra il 9 e il 12 marzo 1966. Alcuni brani, come Motherly Love e I Ain't Got No Heart erano stati già ultimati prima dell'inizio delle sessioni di Freak Out!. Queste primitive registrazioni, databili intorno al 1965 circa, non furono pubblicate fino al 2004, quando apparvero nell'album postumo di Zappa Joe's Corsage. Una versione embrionale di Any Way the Wind Blows, registrata nel 1963, apparve invece su un'altra uscita postuma, The Lost Episodes. La canzone era stata scritta da Zappa all'epoca del suo divorzio dalla prima moglie, Kay Sherman. Nelle note interne di Freak Out!, Zappa scrisse: «Se non avessi mai divorziato, quell'ammasso di triviali nonsense non sarebbe mai stato inciso.»
La casa discografica pretese la rimozione di due strofe da It Can't Happen Here, una sezione di Help, I'm a Rock, (un brano dedicato a Elvis Presley) poiché secondo i dirigenti della MGM contenevano espliciti riferimenti all'uso di droga.
Inoltre la MGM chiese anche a Zappa che la band cambiasse nome, asserendo che nessun DJ sano di mente avrebbe mai trasmesso un disco di un gruppo chiamato "The Mothers" (risaputa abbreviazione di "Motherfucker" - anche se verosimilmente inteso come complimento, in questo caso).

## Pubblicazione
Freak Out! venne pubblicato il 27 giugno 1966 a nome "The Mothers of Invention", nuova denominazione della band scelta da Zappa per venire incontro alle richieste dei dirigenti MGM (che all'inizio avevano proposto il nome "The Mothers Auxiliary").

## Copertina
Il retro di copertina comprende una "lettera" scritta da Zappa nei panni del personaggio fittizio di "Suzy Creamcheese", una fan del gruppo.

## Accoglienza
Sebbene il successo commerciale dell'album non sia stato all'epoca esaltante (il disco raggiunse la posizione numero 130 nella classifica di Billboard,), a causa dei suoi contenuti bislacchi e dell'oggettiva complessità d'ascolto di brani come The Return of the Son of Monster Magnet, con il passare degli anni Freak Out! si è guadagnato la fama di vero e proprio classico underground. Inizialmente Freak Out! ebbe maggiore successo in Europa che negli Stati Uniti e influenzò molti musicisti rock britannici. L'album di Zappa fu anche una delle principali influenze dei Beatles per il loro celebre Sgt. Pepper's Lonely Hearts Club Band. Nel 1999 il disco è stato premiato con un Grammy Hall of Fame Award, e nel 2003 è stato classificato alla posizione numero 243 nella lista di Rolling Stone circa i "500 migliori album di sempre".
L'opera è ritenuto il primo concept album della storia della musica rock, precedendo Sgt. Pepper's Lonely Hearts Club Band dei Beatles. Lo stesso Paul McCartney ha ammesso di essersi ispirato a Freak Out! nello scrivere Sgt. Pepper's.

## Tracce
Tutti i brani sono stati scritti da Frank Zappa, eccetto dove diversamente indicato

### Disco 1
Lato A
1. Hungry Freaks, Daddy – 3:29
2. I Ain't Got No Heart – 2:30
3. Who Are the Brain Police? – 3:22
4. Go Cry on Somebody Else's Shoulder – 3:31 (Zappa, Collins)
5. Motherly Love – 2:45
6. How Could I Be Such A Fool? – 2:12

Lato B
1. Wowie Zowie – 2:45
2. You Didn't Try to Call Me – 3:17
3. Any Way the Wind Blows – 2:52
4. I'm Not Satisfied – 2:37
5. You're Probably Wondering Why I'm Here – 3:37

### Disco 2
Lato A
1. Trouble Every Day – 6:10
2. Help, I'm A Rock (Suite In Three Movements) – 8:37

Lato B
1. The Return of the Son of Monster Magnet – 12:17

## Formazione

### The Mothers of Invention
- Frank Zappa - chitarra, voce
- Jimmy Carl Black - percussioni, batteria, voce
- Ray Collins - voce solista, armonica, cimbali a mano, tamburello, forcina, pinzette
- Roy Estrada - basso, guitarrón, voce soprana
- Elliot Ingber - chitarra solista e ritmica

### Ospiti
- Gene Estes - percussioni
- Eugene Di Novi - piano
- Plas Johnson - sassofono, flauto
- John Rotella - clarinetto, sax
- David Anderle - violino
- Benjamin Barrett - violoncello
- Edwin V. Beach - violoncello
- Paul Bergstrom - violoncello
- Virgil Evans - tromba
- Kim Fowley - hypophone
- Carl Franzoni - voce
- Roy Caton - copista
- John Johnson - tuba
- Carol Kaye - chitarra a 12 corde
- Raymond Kelley - violoncello
- Arthur Maebe - corno, tuba
- George Price - corno
- Kurt Reher - violoncello
- Emmet Sargeant - violoncello
- Joseph Saxon - violoncello
- Neil LeVang - chitarra
- Dave Wells - trombone
- Kenneth Watson - percussioni
- Vito Paulekas  - voce, percussioni

### Ospiti non accreditati
- Jeannie Vassoir - voce di Suzy Creamcheese
- Motorhead Sherwood - rumori
- Paul Butterfield - voce
- Mac Rebennack - piano
- Les McCann - piano